# مانوئل گولده
مانوئل گولده (زاده ۱۲ فوریه ۱۹۹۱) یک بازیکن حرفه‌ای فوتبال اهل آلمان است که هم‌اکنون در پست مدافع برای باشگاه فوتبال فرایبورگ، از باشگاه‌های حاضر در بوندس‌لیگا، به میدان می‌رود.

## دوران باشگاهی
برای فصل ۲۰۱۲–۲۰۱۳ گولده با قراردادی یک ساله با بند تمدید برای یک سال دیگر به باشگاه فوتبال پادربورن پیوست.
پس از پایان فصل ۲۰۱۲-۲۰۱۳، گولده پس از تنها یک فصل از پادربورن جدا شد و راهی باشگاه فوتبال کارلسروهه گردید.
در مه ۲۰۱۶، گولده برای فصل ۲۰۱۶–۲۰۱۷ با اس سی باشگاه فوتبال فرایبورگ قرارداد امضا کرد.